# Широкое (Хустский район)
Широкое (укр. Широке) — село в Горинчовской сельской общине Хустского района Закарпатской области Украины.
Население по переписи 2001 года составляло 472 человека. Почтовый индекс — 90423. Телефонный код — 3142. Код КОАТУУ — 2125386203.